# 係数環の変更
代数学において，環準同型 f: R → S が与えられると，加群の係数環を変更する3つの方法がある；すなわち，右 R-加群 M と右 S-加群 N に対し，
- {\displaystyle f_{!}M=M\otimes _{R}S}, 誘導加群．
- {\displaystyle f_{*}M=\operatorname {Hom} _{R}(S,M)}, 余誘導加群．
- {\displaystyle f^{*}N=N_{R}}, 係数の制限．

それらは随伴関手として関係する：
{\displaystyle f_{!}:{\text{Mod}}_{R}\leftrightarrows {\text{Mod}}_{S}:f^{*},}
{\displaystyle f^{*}:{\text{Mod}}_{S}\leftrightarrows {\text{Mod}}_{R}:f_{*}.}
これはシャピロの補題と関係する．

## Operations

### 係数制限
係数の制限は S-加群を R-加群に変える．代数幾何学では，用語「係数制限」はしばしばヴェイユ制限のシノニムとして用いられる．

#### 定義
R と S を2つの環とし（可換であってもなくてもよく，単位元を持っても持たなくてもよい），f: R → S を準同型とする．M を S 上の加群とする．このとき次のようにして M を R 上の加群と見なせる：R の作用を r ∈ R と m ∈ M に対して {\displaystyle r\cdot m=f(r)\cdot m} によって与える．

#### 関手としての解釈
係数制限は S 加群の圏から R 加群の圏への関手と見ることができる．S 準同型 u: M → N は自動的に M と N の制限の間の R 準同型になる．実際，m ∈ M と r ∈ R に対し，
{\displaystyle u(r\cdot m)=u(f(r)\cdot m)=f(r)\cdot u(m)=r\cdot u(m)\,}
となる．
関手として，係数制限は係数拡大関手の右随伴である．
R が有理整数環のとき，これは単に加群の圏からアーベル群の圏への忘却関手である．

#### 体の場合
R と S がともに体のとき，f は単射でなければならないので，f により R は S の部分体と同一視される．そのような場合 S 加群は単に S 上のベクトル空間であり，当然任意の部分体上のベクトル空間でもある．すると制限によって得られる加群は単に部分体 {\displaystyle R\subset S} 上のベクトル空間である．

### 係数拡大
係数拡大は R 加群を S 加群に変える．

#### 定義
この定義では環は結合的と仮定するが，可換であったり単位元を持ったりする必要はない．また，加群は左加群と仮定する．右加群の場合に必要な修正は容易である．
f: R → S を2つの環の間の準同型とし，M を R 上の加群とする．テンソル積 SM = S ⊗R M を考える，ただし S は f によって右 R 加群と見なす．S は自身の上の左加群でもあり，2つの作用は可換である，すなわち s, s′ ∈ S と r ∈ R に対して {\displaystyle s\cdot (s'\cdot r)=(s\cdot s')\cdot r} である（よりフォーマルなことばでは，S は (S, R) 両側加群である）から，SM は S の左作用を引き継ぐ．それは s, s′ ∈ S と m ∈ M に対して {\displaystyle s\cdot (s'\otimes m)=ss'\otimes m} によって与えられる．この加群は M から係数拡大によって得られるといわれる．
インフォーマルには，係数拡大は「環と加群のテンソル積」である；よりフォーマルには，それは両側加群と加群のテンソル積の特別な場合である―― (S, R) 両側加群と R 加群のテンソル積は S 加群である．

#### 例
最も単純な例の1つは複素化であり，これは実数から複素数への係数拡大である．より一般に，任意の体拡大 K < L が与えられると，K から L に係数拡大できる．体のことばでは，体上の加群はベクトル空間と呼ばれ，したがって係数拡大は K 上のベクトル空間を L 上のベクトル空間に変える．これは，四元数化（実数から四元数への拡張）のように，可除環に対してもできる．
より一般に，体あるいは可換環 R から環 S への準同型が与えられると，環 S は R 上の結合多元環と考えることができ，したがって R 加群を係数拡大するとき，得られる加群は S 加群と考えることも（R 代数としての）S の代数の表現をもった R 加群と考えることもできる．例えば，実ベクトル空間を複素化 (R = R, S = C) した結果は，複素ベクトル区間（S 加群）とも線型複素構造（R 加群としての S の代数の表現）を持った実ベクトル空間とも解釈できる．

##### 応用
この一般化は体の研究に対してさえ有用である――特に，体に付随する多くの代数的対象はそれら自身は体ではなく表現論のように体上の代数のような環である．ベクトル空間上の係数を拡大できるのと同様に，群環上の係数も拡張でき，したがって群環上の加群すなわち群の表現の係数も拡張できる．特に有用なのは既約表現が係数拡大でどう変わるかを関係づけることである――例えば，平面の 90° の回転によって得られる位数4の巡回群の表現は既約な2次元の実表現であるが，複素数に係数拡大すると，2つの1次元の複素表現に分裂する．これはこの作用素の特性多項式 x2 + 1 が実数では2次の既約多項式であるが複素数では2つの1次式に分解することに対応する――実固有値は持たないが，2つの複素固有値を持つ．

#### 関手としての解釈
係数拡大は R 加群の圏から S 加群の圏への関手と解釈できる．それは M を上のように SM に送り，R 準同型 u: M → N を {\displaystyle u_{S}={\text{id}}_{S}\otimes u} で定義される S 準同型 uS: SM → SN に送る．

## 係数拡大と係数制限の関係
R 加群 M と S 加群 N を考える．準同型 {\displaystyle u\in {\text{Hom}}_{R}(M,N)}, ただし N は係数制限によって R 加群と見なす，が与えられたとき，Fu: SM → N を合成
{\displaystyle _{S}M=S\otimes _{R}M{\xrightarrow {{\text{id}}_{S}\otimes u}}S\otimes _{R}N\to N},
と定義する，ただし最後の写像は {\displaystyle s\otimes n\mapsto sn} である．この Fu は S 準同型であり，したがって {\displaystyle F\colon {\text{Hom}}_{R}(M,N)\to {\text{Hom}}_{S}(_{S}M,N)} は well-defined で，（アーベル群の）準同型である．
R と S がともに単位元を持つとき，逆写像 {\displaystyle G:{\text{Hom}}_{S}(_{S}M,N)\to {\text{Hom}}_{R}(M,N)} があり，それは以下のように定義される．{\displaystyle v\in {\text{Hom}}_{S}(_{S}M,N)} とする．すると Gv は合成
{\displaystyle M\to R\otimes _{R}M{\xrightarrow {f\otimes {\text{id}}_{M}}}S\otimes _{R}M{\xrightarrow {v}}N}
である，ただし最初の写像は標準的な同型 {\displaystyle m\mapsto 1\otimes m} である．
この構成は群 {\displaystyle {\text{Hom}}_{S}(_{S}M,N)} と {\displaystyle {\text{Hom}}_{R}(M,N)} が同型であることを示している．実はこの同型は準同型 f のみに依っており，したがって関手的である．圏論のことばでは，係数拡大関手は係数制限関手の左随伴である．

## 関連文献
- http://mathoverflow.net/questions/1534/induction-and-coinduction-of-representations